# أنصيل
أَنْصِيل هو جنس حيوانات مائية من الرخويات معديات الأرجل وفصيلة اللمنيات. أنواعه المعروفة عديدة منتشرة في معطم بحيرات ومناقع البلاد المعتدلة الحرارة. قوتها النبوت المائية. أصدافها صغيرة القد، دقيقة الصفحة الشفافة، قمعية الشوزن، رفيعة القتن المخلبية الشكل. أجسامها صغيرة ملحوفة. رؤوسها مقطومة. لوامسها قصيرة. أرجلها وحيدة إهليلجية الشكل، قليلة العرض. وهي من الحيوانات التي تتنفس الهواء.